# Rudolf van Thouars
Rudolf van Thouars (overleden in 1014) was van 1004 tot aan zijn dood burggraaf van Thouars.

## Levensloop
Rudolf was de derde zoon van burggraaf Herbert I van Thouars en Hildegarde, dochter van burggraaf Cadelon I van Aulnay.
Na de dood van zijn oudere broers Amalrik III en Savary III werd Rudolf in 1004 burggraaf van Thouars. Zijn suzerein hertog Willem V van Aquitanië voerde met veel dubbelhartigheid een evenwichtspolitiek tegenover Rudolf en zijn vijand Hugo IV van Lusignan, met de bedoeling hen te neutraliseren. Willem V probeerde een huwelijk van een dochter van Rudolf met Hugo IV van Lusignan te voorkomen door deze laatste de weduwe van heer Joscelin I van Parthenay als bruid aan te bieden. Willem zorgde ervoor dat ook dit huwelijk niet plaatsvond, wat tot een oorlog leidde tussen de burggraaf van Thouars enerzijds en Hugo IV van Lusignan en Willem V van Aquitanië anderzijds.
Rudolf stierf eind 1014, terwijl hij landerijen van Hugo IV van Lusignan aan het verwoesten was. Zijn neef Godfried II, de oudste zoon van zijn broer Saverik III, volgde hem op als burggraaf van Thouars.

## Huwelijk en nakomelingen
Rudolf was gehuwd met ene Aremburga of Ascelina. Ze kregen drie kinderen: twee zonen, Amalrik en Diederik, en een dochter Aldegonde, die rond 1015 huwde met heer Hugo IV van Lusignan.